# FC Avrasya Gent
FC Avrasya Gent is een Belgische voetbalclub uit Gent. De club is bij de KBVB aangesloten met stamnummer 9346 en heeft geel en zwart als kleuren. De club ontstond in de schoot van de Turkse vereniging Ozburun in Gent. De naam Avrasya is het Turks voor Eurazië en verwijst naar de geografische situatie van Turkije dat zich op beide continenten bevindt. De club kwam al meerdere keren in het nieuws omwille van agressief gedrag tegenover de tegenstander of scheidsrechter.

## Geschiedenis
De club speelde, met uitzondering van het seizoen 2009-2010 toen men niet aan de competitie deelnam, heel zijn geschiedenis in Vierde Provinciale.
FC Avrasya speelt in de Botestraat in Wondelgem, waar eertijds ook KFC Olympia Gent in zijn laatste bestaansjaren speelde, daarvoor speelde Avrasya eerst op de Higro-Campus in de Industrieweg in Mariakerke en in de Borluutstraat in Sint-Denijs-Westrem.
Het sportieve hoogtepunt van de club was het seizoen 2003-2004 toen een vierde plaats werd behaald, ook het seizoen 2012-2013 was met een vijfde plaats succesvol. Doorgaans eindigde de club echter in de onderste helft van de rangschikking.
FC Avrasya heeft in de loop van zijn geschiedenis soms te kampen gehad met racisme bij tegenstanders en gewelddadig gedrag van de eigen ploeg.